# قائمة حوادث الطائرات المدنية
قائمة حوادث الطائرات المدنية هي قائمة بعدد من حوادث الطائرات المدنية مصنفه حسب سنة وقوع الحادث.
|           |      |      |      |      |      |      |      |      | 1919 |  |  |  |
| 1920      | 1921 | 1922 | 1923 | 1924 | 1925 | 1926 | 1927 | 1928 | 1929 |  |  |  |
| 1930      | 1931 | 1932 | 1933 | 1934 | 1935 | 1936 | 1937 | 1938 | 1939 |  |  |  |
| 1940      | 1941 | 1942 | 1943 | 1944 | 1945 | 1946 | 1947 | 1948 | 1949 |  |  |  |
| 1950      | 1951 | 1952 | 1953 | 1954 | 1955 | 1956 | 1957 | 1958 | 1959 |  |  |  |
| 1960      | 1961 | 1962 | 1963 | 1964 | 1965 | 1966 | 1967 | 1968 | 1969 |  |  |  |
| 1970      | 1971 | 1972 | 1973 | 1974 | 1975 | 1976 | 1977 | 1978 | 1979 |  |  |  |
| 1980      | 1981 | 1982 | 1983 | 1984 | 1985 | 1986 | 1987 | 1988 | 1989 |  |  |  |
| 1990      | 1991 | 1992 | 1993 | 1994 | 1995 | 1996 | 1997 | 1998 | 1999 |  |  |  |
| 2000      | 2001 | 2002 | 2003 | 2004 | 2005 | 2006 | 2007 | 2008 | 2009 |  |  |  |
| 2010      | 2011 | 2012 | 2013 | 2014 | 2015 | 2016 | 2017 | 2018 | 2019 |  |  |  |
| 2020      | 2021 | 2022 | 2023 |      |      |      |      |      |      |  |  |  |
| انظر أيضًا |      |      |      |      |      |      |      |      |      |  |  |  |

## 1922
- 7 أبريل: اصطدام طائرة من طراز دي هافيلاند (DH.18A) تابعة لطيران ديملر الإنجليزية مع طائرة تابعة لشركة فرنسية فوق منطقة پيكاردي بفرنسا مما أدى إلى مصرع سبعة أشخاص. وتعتبر تلك هي أول حادثة في تاريخ الطيران المدني.[1]

## 1930
- 5 أكتوبر: تحطم المنطاد البريطاني منطاد آر 101 شمالي باريس، مما أسفر عن مقتل 48 شخصا بعد اِنْدِلاعُ النيران فيه.

## 1931
- 21 مارس: طائرة تسمى سحابة الجنوب Southern Cloud تابعة لخطوط محلية أسترالية من نوع Avro 618 Ten اصطدمت بسلسلة جبال سنووي خلال الرحلة من سيدني إلى ملبورن، وقد مات جميع الركاب البالغ عددهم 8 في أول حادث طيران بتاريخ أستراليا. موقع الحادث ظل مجهولا لما يقرب من 27 عاما، وقد كان سبب الحادث هو سوء الأحوال الجوية في ذلك الوقت.
- 31 مارس: سقوط طائرة فوكر تابعة لخطوط TWA الأمريكية، رحلة رقم 599 بالقرب من مدينة كتنوود بكانساس مودية بحياة الركاب الثمانية ومن ضمنهم مدرب كرة قدم.

## 1933
- 10 أكتوبر: انفجار طائرة بوينغ 247 تابعة لخطوط اليونايتد فوق جسترتون بولاية انديانا في أول عمل من أعمال التخريب الجوي في تاريخ الطيران التجاري. جميع من كان بالطائرة وعددهم 7 قد ماتوا.

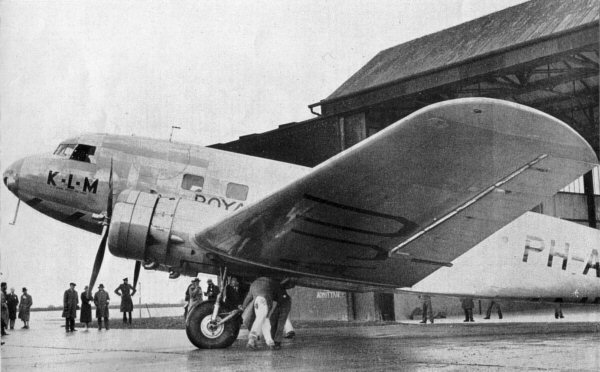
طائرة DC-2 التي سقطت بالرطبة على الحدود العراقية

## 1934
- 20 ديسمبر: طائرة من نوع دوغلاس دي سي-2، تسمى يوفر، تابعة لشركة الخطوط الجوية الملكية الهولندية KLM، رقم التسجيل هو (PH-AJU) سقطت تحت ظروف جوية سيئة خلال طريقها من هولندا إلى جزر الهند الشرقية الهولندية وقد سقطت بالصحراء السورية، ومات جميع الركاب البالغ عددهم 7 (أربعة طاقم وثلاثة ركاب).[2]

## 1935

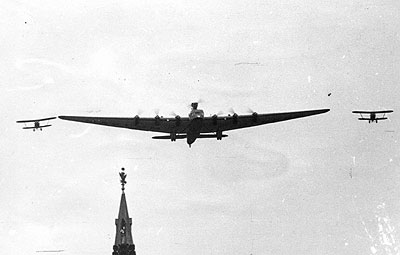

- 18 مايو: طائرة توبوليف من نوع ANT-20 تسمى ماكسيم غوركي وخلال رحلة داخلية في موسكو احتكت بالأجنحة مع طائرة من نوع اليوشن II-5 مما تسبب بسقوطها بمنطقة سكنية داخل موسكو وقد راح ضحية الحادث 33 شخصا بالإضافة إلى 12 من أفراد الطاقم.

## 1937
- 12 يناير: تحطمت طائرة بوينغ (247D) ثنائية المحرك، رحلة رقم 7 ورقم التسجيل (NC13315)، تابعة لطيران الغرب السريع (Western Air Express) بمنطقة بينتوس بيك شمال سان فيرناندو، لوس أنجليس، بكاليفورنيا خلال طريقها من سولت ليك متجهة إلى مطار بكاليفورنيا. حاملة معها 3 من أفراد الطاقم بالإضافة إلى 10 من الركاب. أسفر الحادث عن خمسة ضحايا (4 ركاب وواحد من الطاقم).

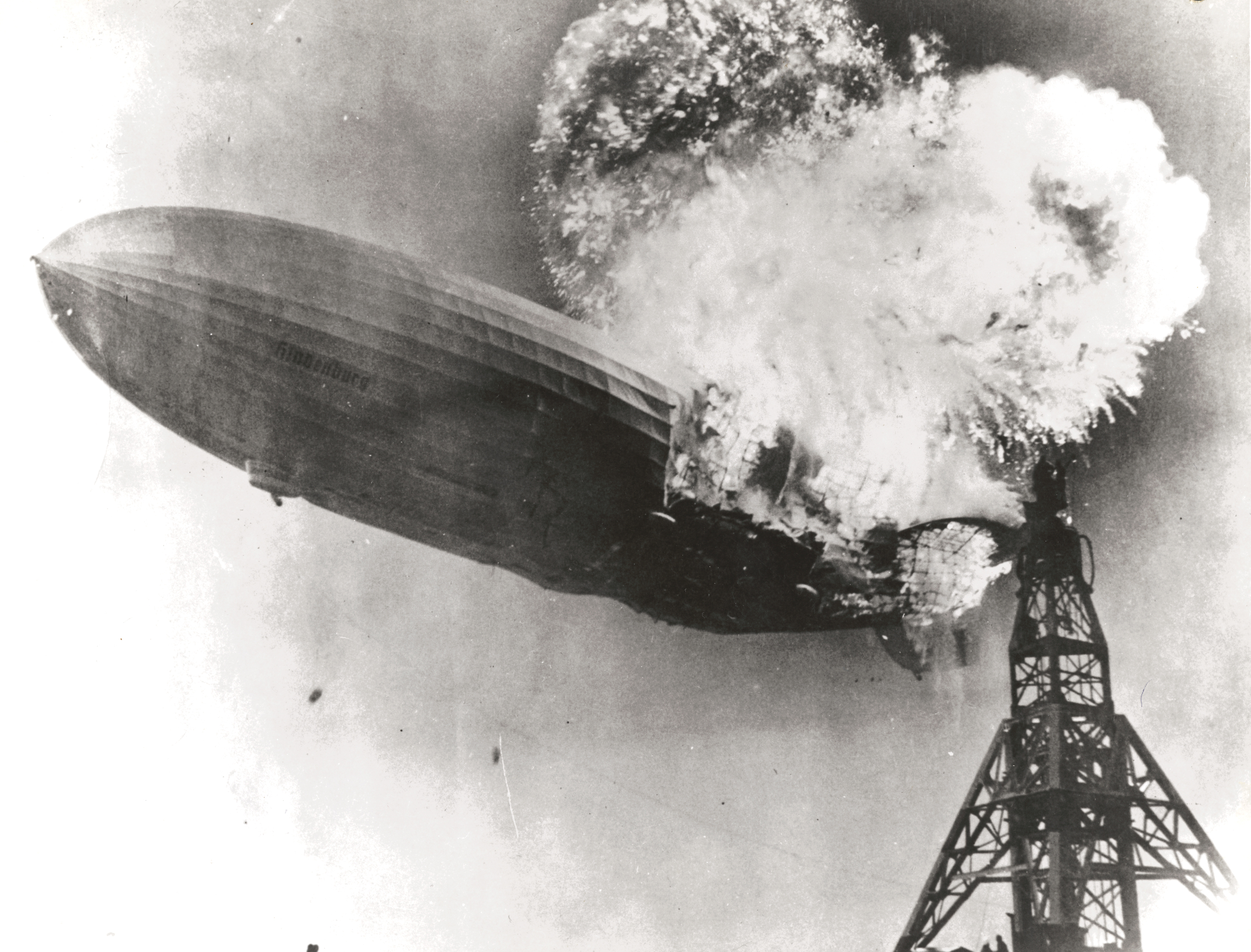

- 6 مايو: احتراق منطاد زبلن الألماني المسمى هدنبيرج واشتعال النيران به وسقوطه خلال المحاولة للنزول بمطار تابع للبحرية بولاية نيوجيرزي، كان عدد الأشخاص الموجودون بالسفينة الهوائية 97. أسفر الحادث عن مصرع 35 شخصا بالإضافة إلى شخص كان موجود بالأرض لحظة الحادث.
- 16 نوفمبر: طائرة من نوع جنكير تابعة لخطوط سابينا تحطمت بالقرب من اوستند في بلجيكا، كانت تحمل 11 شخصا ولقى الجميع مصرعهم. كان فيها الدوق جورج دوناتوس وريث دوقية هسن وزوجته وأبناؤهم.

## 1938
- 10 يناير: طائرة من نوع لوكهيد L-14 تابعة إلى خطوط نورث ويست الجوية رحلة رقم 2 تحطمت بالقرب من بوزيمان بولاية مونتانا، ومات جميع من كان بها وعددهم 10، سبب الحادث هو أن قراءة الآلة التي تقيس إهتزازات الأجهزة لم تكن صحيحة مما جعل الطائرة أكثر عرضة للإهتزاز مما كان متوقعا.
- 25 أكتوبر: طائرة دي سي 2 تابعة للخطوط الوطنية الإسترالية سقطت بسبب الضباب الكثيف في مترفعات داندنونج بولاية فيكتوريا بإستراليا وقد مات جميع الركاب البالغ عددهم 18 شخصا.

## 1939

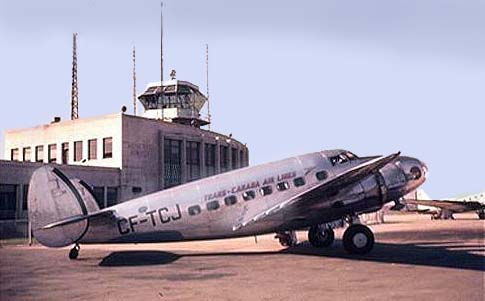
لوكهيد L-14

- 13 يناير: طائرة من نوع لوكهيد L-14 تابعة خطوط نورث ويست الجويةرحلة رقم 1 تحطمت عند اقلاعها من مدينة مايلز بولاية مونتانا، وقد مات جميع من كان بالطائرة وعددهم 4. والسبب حدوث تسريب في صمام الوقود الرئيسي بالطائرة والمؤدي إلى قمرة القيادة مما أدى إلى اِنْدِلاعُ النيران فيها.

## 1940
- 14 يونيو: تعرض طائرة كاليفا من نوع جنكير Ju 52 تابعة لخطوط الفنلندية لإطلاق نار من قبل طائرتين قاذفات سوفييتية فوق خليج فنلندا خلال رحلتها من تالين بإستونيا متجهة إلى هلسنكي بفنلندا خلال فترة سلام ما بينهما. مما أدى إلى سقوطها ومقتل جميع من كان بالطائرة وعددهم 9.
- 31 أغسطس: تعرض طائرة من نوع DC-3 تابعة لشركة كابيتال لصاعقة جوية مما أدى لسقوطها بالقرب من بلدة لوفتزفيل في فرجينيا. ومصرع جميع من كان بها وعددهم 25 شخصا، ومن ضمنهم سيناتور عن ولاية مينيسوتا.

## 1941
- 26 فبراير: الطائرة دي سي 3 التابعة إلى شركة ايسترن ايرلاين رحلة رقم 21 اصطدمت بالأرض عند نزولها لتحط بمطار أتلانتا، جورجيا، وقد مات جراء الحادث 16 شخصا من 25 كانوا على متن الطائرة.

## 1942
- 16 يناير: تحطم طائرة دي سي 3 التابعة لخطوط TWA رحلة رقم 3 على جبل بوتوسي 30 ميل جنوب غرب لاس فيغاس، نيفادا وذلك عند عوتها إلى كاليفورنيا. ولقي الجميع مصرعهم وعدد 22 شخصا.

## 1943
- 1 يونيو: طائرة حادثة رحلة 777 للخطوط البريطانية عبر البحار من نوع دي سي 3، تم إسقاطها من قبل طائرة مقاتلة تابعة للطيران الألماني فوق خليج بسكاي، وقد مات جراء الاعتداء جميع الركاب البالغ عددهم 17 راكب. ومن ضمنهم الممثل البريطاني المشهور ليزلي هاوارد في فيلم ذهب مع الريح. وقد ساد اعتقاد على نطاق واسع بأن سبب الهجوم هو شك الاستخبارات الألمانية بأن رئيس الوزراء البريطاني ونستون تشرشل كان موجودا على متنها.

## 1947
- 12 أغسطس: اختفاء طائرة تابعة للخطوط البريطانية لجنوب أمريكا من نوع أفرو لانكسترين واسمها فتنة الصباح فوق جبال الإنديز وذلك بعد إرسالها رسالة مشفرة ومبهمة ("STENDEC"). مصير تلك الطائرة ظل مجهولا حتى تم تحديد موقع الحادث عام 2000، مات بالحادث أربعة من الطاقم وتسعة ركاب.
- 24 أكتوبر: طائرة رحلة رقم 608 التابعة لخطوط اليونايتد وهي من نوع دي سي 6، سقطت محترقة بالقرب من مطار بريس كانيون بولاية يوتا، وسبب الحريق هو عيب بالتصميم مما أدى لتدمير الطائرة ومقتل جميع من كان عليها وعددهم 52 راكبا.

## 1948
- 28 يناير: طائرة مستأجرة لشؤون الهجرة الأمريكية حاملة من مخالفي الهجرة، سقطت بالتلال الغربية من كوالينغا، فريسنو، كاليفورنيا وقد مات 32 شخصا جراء الحادث.
- 12 مارس: طائرة رحلة 4422 من نوع دي سي 4 سقطت بجبل سانفورد بألاسكا وقد مات 30 شخصا.
- 5 أبريل: وقوع كارثة جاتو الجوية 1948 ما بين طائرة مدنية تابعة للخطوط البريطانية الأوربية من نوع فايكرز Vickers VC.1 وطائرة مقاتلة سوفيتية من نوع ياكوفليف بالقرب من قاعدة جاتو الجوية البريطانية ببرلين وقد مات 14 شخصا كانوا على متن الطائرة المدنية بالإضافة إلى الطيار السوفييتي.
- 17 يونيو طائرة اليونايتد رحلة 624 من نوع دي سي 6 اصطدمت بالقرب من جبل كارمل بنسيلفانيا، بعد خطأ بمحاولة إطفاء ما كان يظن أنه حريق على متن الطائرة، جميع من كان على الطائرة وعددهم 43 قد ماتوا.
- 17 يوليو: طائرة مائية من نوع كاتالينا تابعة لكاثي باسفيك من ماكاو إلى هونغ كونغ تم اختطافها من قبل أربع أشخاص فوق الصين في محاولة لسرقة الركاب وهم على متن الطائرة، وكان بها 23 راكبا. وقد هوجم الطيار وهو يحاول المقاومة مما أفقد السيطرة على الطائرة، فسقطت وقتل جميع من كان بها عدا راكب واحد، وقد تم التعرف عليه بأنه زعيم العصابة الخاطفة. وقد اعتبرت بأنها أول محاولة خطف طائرة.
- 2 أكتوبر: طائرة مائية اسمها بوكين بروس اصطدمت عند هبوطها في النرويج وقد مات 19 شخصا والناجين كانوا 24 من ضمنهم بيرتراند راسل.
- 20 أكتوبر: سقوط طائرة تابعة لشركة KLM بالقرب من بريستويك باسكتلندا وقد مات جراء ذلك 40 شخصا.

## 1949
- 4 مايو: كارثة سوبرجا الجوية طائرة تابعة للخطوط الإيطالية تحمل على متنها فريق كرة قدم تابع لنادي تورينو اصطدمت بتل سوبرجا بالقرب من تورينو، وقد مات جميع الركاب وعددهم 31 من ضمنهم 18 لاعبا للنادي.
- 9 سبتمبر: تفجير طائرة الباسفيك الكندية وهي من نوع دي سي-3 خلال رحلتها من مدينة كيوبيك إلى مدينة بأي كومو 420 كم شمال كيوبك، وتلك كانت نتيجة عملية تخريب متعمدة وقتل جراء ذلك جميع الركاب وعددهم 23 راكبا.
- 1 نوفمبر: حادث ايسترن ايرلاين رحلة 537 حيث اصطدمت طائرة تابعة لشركة ايسترن ايرلاين من نوع دي سي 4 بالجو مع طائرة لوكهيد. جميع ركاب طائرة دي سي 4 وعددهم 55 ماتوا ومن ضمنهم نواب للكونجرس وبعض المشاهير. أما قائد طائرة اللوكهيد فهو الناجي الوحيد وإن كانت حالته خطرة.
- 29 نوفمبر: حادث أمريكان ايرلاينز رحلة رقم 157 لطائرة دي سي 6 بالطريق ما بين مدينة نيويورك إلى نيومكسيكو، انحرف من المدرج واصطدم بالمباني القريبة بعد أن فقد الطيار السيطرة على الطائرة خلال المرحلة الأخيرة من الهبوط. مات 26 راكبا و2 من المضيفين.
- 28 أكتوبر: وقع الحادث الخطوط الجوية الفرنسية لوكهيد، عندما تحطمت طائرة لوكهيد L-749A-79-46 كوكبة من الخطوط الجوية الفرنسية إلى الجبل أثناء محاولة الهبوط في مطار سانتا ماريا، جزر الأزور على توقف خلال رحلة ركاب دولية من المقرر مطار باريس أورلي إلى مدينة نيويورك. مات الجميع وعددهم 48 شخصا.

## 1950
- 12 مارس: طائرة كارثة لاندو الجوية من نوع أفرو تيودور تابعة لشركة إير فلايت المحدودة، واسمها (The Star Girl)، كانت في رحلة طيران خاصة من مطار دبلن في أيرلندا متجهة إلى مطار لاندو في جنوب ويلز بتاريخ 12 مارس 1950 وبها 78 راكبا و5 من الطاقم. وقد اعتبرت من أسوأ الحوادث الجوية بذلك الوقت نظرا لكثرة القتلى.
- 24 يونيو: طائرة نورث ويست رحلة 2501 التابعة إلى خطوط نورث ويست الجوية أورينت وهي من نوع دي سي 4 وعلى متنها 58 راكبا، اختفت فوق بحيرة ميشيغان دون أن يتم العثور عليها.
- 31 أغسطس: طائرة تابعة إلى TWA رحلة رقم 903 من نوع (Lockheed L749A Constellation) احترق بها أحد المحركات مما أدى إلى اصطدامها بالصحراء شمال غربي القاهرة بمصر. وقد مات جميع الركاب البالغ عددهم 55.
- 3 November كانت رحلة الخطوط الجوية الهندية رقم 245 رحلة ركاب مجدولة من بومباي إلى لندن عبر القاهرة وجنيف. في صباح 3 نوفمبر/تشرين الثاني 1950، تحطمت طائرة لوكهيد إل-749 إيه كونستليشن التي كانت تخدم الرحلة في جبل مونت بلانك في جبال الألب الفرنسية أثناء اقترابها من جنيف تحطمت الطائرة  في طقس عاصف، مما أسفر عن مقتل جميع من كانوا على متنها وعددهم 40 راكبا و8 طاقم الطائرة.

## 1951
- 25 أبريل: طائرة الخطوط الكوبية رحلة 493 وهي من نوع دوغلاس دي سي 4، كانت بطريقها من ميامي بفلوريدا متجهة إلى هافانا كوبا، عندما اصطدمت بالجو مع طائرة من نوع (Beechcraft Model 18) تابعة للبحرية الأمريكية فوق جزيرة كي وست بمضيق فلوريدا. وقد مات جميع الركاب على الطائرتين.
- 22 يونيو: طائرة تابعة لشركة بان أمريكان رحلة رقم 151 وهي من نوع (Lockheed L049 Constellation) في طريقها من أكرا بغانا إلى مونروفيا بليبيريا، اصطدمت بتل بالقرب منطقة سوناي بمقاطعة بونغ في ليبيريا 54 ميلا (86 كم) من المطار. قتل من الحادث 31 راكبا و9 من الطاقم.
- 30 يونيو: طائرة تابعة لطيران يونايتد رحلة 610 وهي من نوع دي سي-6، كانت تحت الخدمة ما بين سان فرانسيسكو - أوكلاند - وسولت ليك - ودنفر - وشيكاغو، عندما اصطدمت بجبل بالقرب من دنفر. وكان بالطائرة 50 شخصا (5 طاقم و45 راكب) وقد مات جميع من كان بالطائرة.
- 24 أغسطس: طائرة اليونايتد رحلة 615، وهي من نوع دوغلاس دي سي 6، اصطدمت بالقرب من مدينة يونيون بكاليفورنيا، عند نزولها إلى أوكلاند. وقد قتل جميع من بالطائرة وعددهم 50 شخصا.

## 1952
- 28 أبريل: طائرة بان أم رحلة 202 وهي من نوع بوينغ 377، اصطدمت بعد فشل المراوح بمنطقة نائية بالبرازيل. وقد اقلعت من بيونس ايرس بالإرجنتين إلى نيويورك وتمر خلالها على ريو دي جانيرو بالبرازيل. وقد قتل جميع من بالطائرة وعددهم 50 شخصا.

## 1956
- 30 يونيو: تصادم غراند كانيون الجوي هو تصادم جوي بين طائرة دوغلاس دي سي-7 التابعة ليونايتد إيرلاينز الرحلة 718 وطائرة لوكهيد إل-1049 سوبر كونستليشن التابعة لتي دابليو إيه الرحلة 2 فوق غراند كانيون علي ارتفاع 21 ألف قدم في يوم مشمس في 30 يونيو 1956 ومات الأشخاص 128 عندما اصطدمت الطائرتين بأخدود غراند كانيون المعروف باسم الأخدود العظيم وقبل 5 ثواني من اصطدام الطائرتين رصدوا عاصفة رعدية قوية علي بعد 8 كم من الطائرة المتحدة والطائرة الأمريكية.

## 1959
- 17 فبراير: حادث طائرة الخطوط الجوية التركية من نوع فايكرز فيسكونت 793 في رحلة خاصة تحمل رئيس الوزراء التركي وبعض أعضاء الحكومة، وقد اصطدمت بالأرض بسبب الضباب الكثيف خلال الوصول النهائي للهبوط في مطار لندن جاتويك؛ وقد مات جراء الحادث خمسة من الطاقم الثمانية وتسعة من الركاب الستة عشر، وقد كان رئيس الوزراء عدنان مندريس من ضمن العشر الذين نجوا من الحادث.
- 21 نوفمبر/تشرين الثاني - تحطمت طائرة دوغلاس دي سي-4 التابعة لشركة الخطوط الجوية الأفغانية أريانا الرحلة 202 على تلة بالقرب من بيروت بعد وقت قصير من إقلاعها مما أسفر عن مقتل 24 من أصل 27 كانوا على متنها.

## 1961
- 12 سبتمبر: كانت رحلة طيران شركة الخطوط الجوية الفرنسية رقم 2005 مجدولة كرحلة مسافرين من مطار باريس أورلي إلى مطار الدار البيضاء مع توقف في مطار الرباط سلا. تحطمت طائرة سود أفياسيون كارافيل ذلك اليوم تمام الساعة 21:09 توقيت غرينيتش بالقرب من مكان يسمى دوار دوم على بعد 8.4 كم من عتبة المدرج 04 و1.4 كم إلى اليسار من خط المنتصف الممتد، على ارتفاع 87.5 متر فوق مستوى سطح البحر، مما أسفر عن مقتل جميع ركاب الطائرة البالغ عددهم 77 راكبا بمن فيهم 6 من أفراد الطاقم، ففي ذاك اليوم كان الطقس ضبابياً والظروف غير مواتية للهبوط.

## 1966
- 13 أبريل: سقوط طائرة عموديا من نوع أوسكار تشارلي رقم 598، كانت تقل المشير عبد السلام عارف ثاني رئيس جمهورية عراقي مع وزيري الداخلية والصناعة و8 من مرافقيهم في ناحية النشوة في محافظة البصرة بعد أن اقلعت مساء يوم الأربعاء من ملعب القرنة تجاه مطار البصرة بسبب عاصفة ترابية مفاجئة أدت إلى ارتباك الطيار واستدارته بالطائرة مرتين متعاقبتين واصطدامها بالأرض وإنفجارها مما أسفر عن مقتل جميع ركابها الأحد عشر بحسب تقرير الهيئة التحقيقية الرسمية، في حين بقي المحللون يعدونها من حوادث الاغتيالات السياسية المدبرة نظرا للظروف السياسية المعقدة آنذاك لكن دون عرض أي دليل ولا وجود أية جهة تبنت الحادث.
- 24 يناير : كانت رحلة الخطوط الجوية الهندية رقم 101 انطلقت من مومباي إلى لندن، مرورًا بدلهي وبيروت وجنيف. في صباح يوم 24 يناير/كانون الثاني 1966، الساعة 8:02 بتوقيت وسط أوروبا، وأثناء اقترابها من جنيف، تحطمت طائرة بوينغ 707-437  عن طريق الخطأ في جبل مونت بلانك في فرنسا، مما أسفر عن مقتل جميع من كانوا على متنها وعددهم 117 شخصًا. وكان من بين الضحايا الدكتور هومي جهانجير بهابها، مؤسس ورئيس هيئة الطاقة الذرية الهندية. وقع الحادث على بُعد بضع مئات من الأقدام من مكان تحطم طائرة تابعة للخطوط الجوية الهندية من طراز لوكهيد 749 كونستليشن، كانت تعمل كرحلة رقم 245، أثناء رحلة مستأجرة، في 3 نوفمبر1950

## 1968
- 8 أبريل: تعرضت طائرة بوينج 707 التابعة لشركة الخطوط الجوية البريطانية لرحلة رقم 712 لعطل في المحرك بعد إقلاعها من مطار هيثرو بلندن، وقامت الطائرة بهبوط اضطراري في هيثرو لكن خمسة من أصل 127 كانوا على متنها لقوا حتفهم في الحريق الناتج عن ذلك.

## 1969
- 5 يناير/كانون الثاني: تحطمت طائرة بوينج 727-100C الرحلة 701 التابعة لشركة الخطوط الجوية الأفغانية أريانا أثناء اقترابها من مطار جاتويك في لندن قادمة من مطار فرانكفورت في منزل وسط ضباب كثيف، مما أسفر عن مقتل 48 من أصل 62 شخصًا كانوا على متنها. كما توفي زوجان يعيشان في المنزل لكن طفلهما نجا.
- 13 يناير: تحطمت طائرة دوغلاس دي سي-8 التابعة لشركة الخطوط الجوية الإسكندنافية الرحلة 933 في خليج سانتا مونيكا بسبب خطأ من جانب الطيار مما أسفر عن مقتل 15 من أصل 45 شخصًا كانوا على متنها.

## 1972
- 12 يونيو: تعرضت طائرة ماكدونيل دوغلاس دي سي-10 التابعة لشركة الخطوط الجوية الأمريكية الرحلة 96 إلى انخفاض ضغط هائل عندما فشل أحد أبواب الشحن في منتصف الرحلة؛ وقام الطاقم بهبوط اضطراري في مطار ديترويت مترو بولاية ميشيغان، حيث إجلاء جميع من كانوا على متنها وعددهم 67 شخصًا بأمان.

## 1973
- 21 فبراير: تعرض الخطوط الجوية العربية الليبية رحلة 114 من نوع البوينغ 727 تابعة الخطوط الجوية العربية الليبية لإطلاق نار من قبل طائرتان حربيتان إسرائيليتان (الإف 4) فوق صحراء سيناء المصرية خلال رحلتها من طرابلس والقاهرة عبر بنغازي. مما أدى إلى سقوطها ومقتل 108 شخصا ونجاة 5.

## 1976

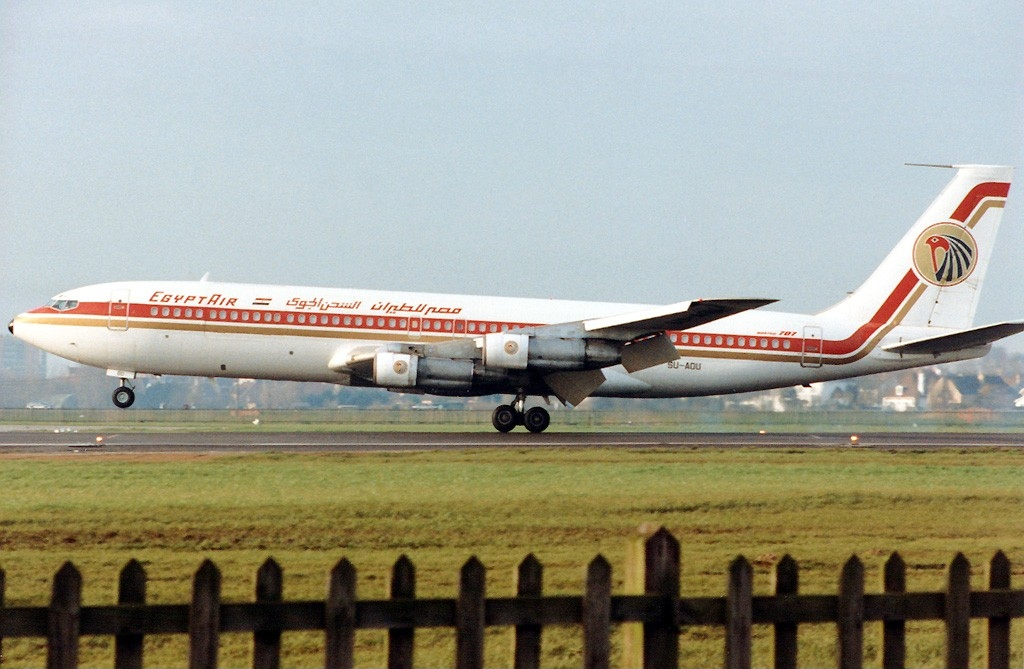
طائرة مدنية مصرية من نوع بوينغ 707-366 سي

- 25 ديسمبر: رحلة مصر للطيران رقم 864 كانت الرحلة من مطار القاهرة الدولي إلى مطار دون موينج الدولي في بانكوك حيث قتل جميع ركاب الطائرة البالغ عددهم 52 شخصا بالإضافة إلى 19 شخص كانوا في الأرض في مكان وقوع التحطم.

## 1977
- 27 مارس: اصطدام طائرتين بوينغ 747 أثناء الإقلاع تابعتين لبان أمريكان والخطوط الجوية الملكية الهولندية بمطار تنريف جزر الكناري. متسببة بمقتل 583 شخصا وتعتبر تلك هي أكبر حادثة في التاريخ من حيث عدد الوفيات إلى يومنا هذا.
- 4 أبريل: تحطمت طائرة ماكدونيل دوغلاس دي سي-9 التابعة لشركة ساوثرن إيروايز في رحلتها رقم 242 من شمال غرب ألاباما إلى أتلانتا بولاية جورجيا -على طريق سريع بالقرب من نيو هوب بولاية جورجيا- بعد تعطل محركين في عاصفة رعدية، قُتل 63 شخصًا من أصل 85 شخصًا كانوا على متنها بالإضافة إلى تسعة أشخاص على الأرض.بقايا طائرة الخطوط الجوية الجنوبية الرحلة 242

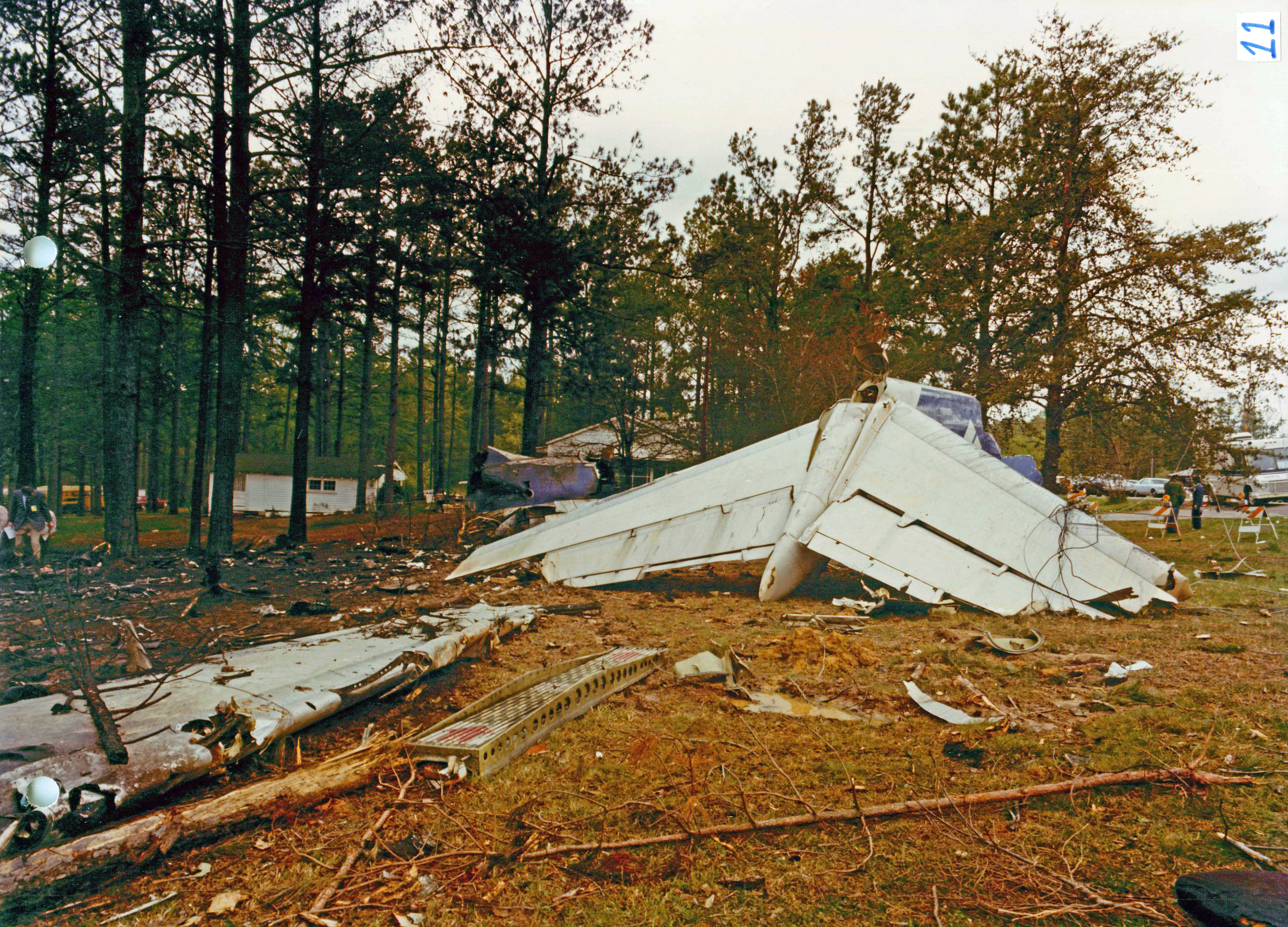
بقايا طائرة الخطوط الجوية الجنوبية الرحلة 242

## 1979
- 25 مايو: الخطوط الجوية الأمريكية الرحلة 191 كانت رحلة مجدولة من مطار أوهير الدولي في شيكاغو نحو مطار لوس أنجلوس الدولي في لوس أنجلوس في 25 ماي 1979، طائرة الدي سي 10 تحطمت بعد لحظات من إقلاعها، متسببة في مقتل 258 راكب و13 من طاقمها، بالإضافة لشخصين كانوا على الأرض، يعتبر الحادث الأكبر دموية يقع في الأراضي الأمريكية.
- 29 نوفمبر: اصطدام طائرة دي سي 10 تابعة لطيران نيوزيلندا بجبل اربس بأوكلاند، نيوزيلندا متسببة بمقتل 257 شخصا. الطائرة كانت تقوم برحلة رقم 901 وهي رحلة سياحية كانت تعتزم القيام بذهاب-إياب دون توقف من أوكلاند نحو انتارتيكا. سبب الكارثة يعود لخطأ الطيار إثر تعرضه لما يسمى خداع بصري حيث أن الطيار يعتقد أنه يطير فوق حقل مسطح لكنه يتجه فالحقيقة صوب الجبل مباشرة. التحقيقات كشفت أن الربان حلق على ارتفاع منخفض ليمنح الركاب رؤية جيدة للجبل، وأنه استعمل إحداثيات طيران غير صحيحة.

## 1980
- 19 أغسطس: وقوع كارثة طائرة الخطوط الجوية السعودية الرحلة 163 من طراز لوكهيد إل-1011 تراى ستار من مطار الرياض القديم بالعاصمة السعودية الرياض متوجهة إلى مطار الملك عبد العزيز الدولي في جدة، عندما اندلع حريق في مخزن الأمتعة. وقد مات جميع الركاب البالغ عددهم 301 شخصاً. تلك هي أكبر حادثة في التاريخ من حيث عدد الوفيات سببها حريق.

## 1982
- 6 يوليو: طائرة من نوع إليوشن Il-62 تابعة لشركة إيروفلوت رحلة رقم 411 تحطمت بعد اقلاعها من مطار شيريميتييفو الدولي. مات جميع من كان بها وعددهم 90 شخصا.

## 1983
- 16 يناير: طائرة الخطوط الجوية التركية الرحلة 158 وهي من طراز بوينج 727 تهبط على بعد حوالي 50 مترًا (160 قدمًا) من المدرج في مطار أنقرة إيسنبوغا - تركيا وسط تساقط الثلوج، وتتفكك وتشتعل فيها النيران؛ قُتل 47 راكبًا ونجا جميع أفراد الطاقم السبعة و13 راكبًا من الحادث بإصابات.

## 1984

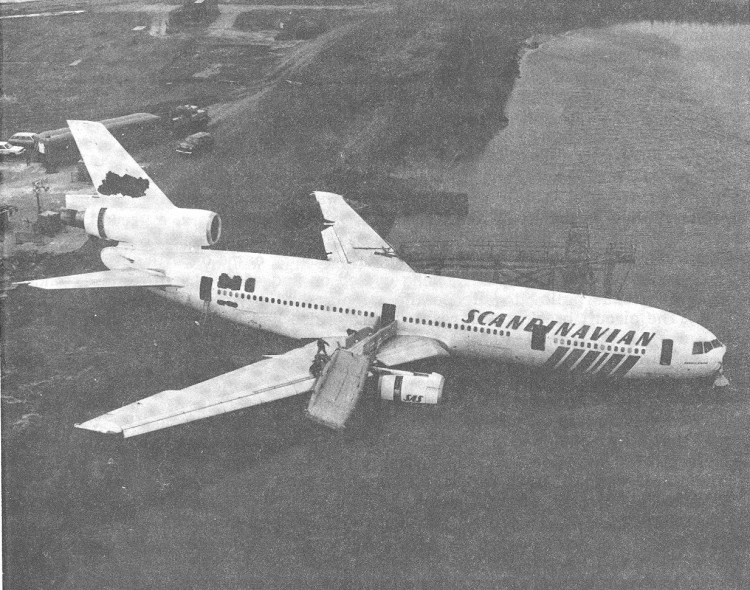
حطام طائرة الخطوط الجوية الإسكندنافية الرحلة 901

- 28 فبراير: تحطمت طائرة ماكدونيل دوغلاس دي سي-10 التابعة لشركة الخطوط الجوية الإسكندنافية الرحلة 901 في خندق بعد تجاوز المدرج في مطار جون إف كينيدي في نيويورك بسبب خطأ من جانب الطيار؛ وقد نجا جميع الركاب وأفراد الطاقم البالغ عددهم 177 شخصًا من الحادث.

## 1985

- 12 أغسطس: رحلة رقم 123 تابعة لشركة الخطوط الجوية اليابانية من طوكيو متوجهة إلى أوساكا تتحطم. مقتل 520 ونجاة 4. تعدأكبر حصيلة وفيات تسببها كارثة جوية.
- 23 نوفمبر: قام ثلاثة أشخاص تابعين لمنظمة أبو نضال باختطاف طائرة مصر للطيران الرحلة 648 من مطار أثينا إلى مطار القاهرة الدولي.نتيجة لعملية الاقتحام وتبادل إطلاق النار؛ سقط 56 راكباً قتيلاً من أصل 88 شخصا كانوا على متن الطائرة بالإضافة إلى اثنين من طاقم الطائرة وأحد الخاطفين.

## 1987
- 3 يناير: حادث تحطم طائرة فاريغ رحلة 797 طائرة بوينغ 707-320C كانت تحمل علي متنها 39 راكبا و12 من أفراد الطاقم في رحلة طيران من أبيدجان إلي ريو دي جانيرو.

## التسعينيات

### 1990
- في 10 يونيو: تعرضت طائرة الخطوط الجوية البريطانية الرحلة 5390 وهي من طراز باك ون-إليفن لانخفاض ضغط هائل فوق ديدكوت - أوكسفوردشاير - إنجلترا عندما انفجر أحد ألواح الزجاج الأمامي. سقط القبطان جزئيًا من قمرة القيادة لكن مضيفة طيران نجحت في منع الطيار فاقد الوعي من السقوط من الطائرة. هبط مساعد الطيار بالطائرة بسلام في مطار ساوثهامبتون. نجا جميع من كانوا على متنها.

## 1991
- 11 يوليو: الخطوط الجوية النيجيرية الرحلة رقم 2120 هي طائرة من نوع دوغلاس دي سي-8 وكانت متجهة إلى صكتو، نيجيريا من مطار الملك عبد العزيز الدولي وتحطمت بعد إقلاعها متسببة في مقتل كل الركاب على متنها والبالغ عددهم 261.

## 1992
- 22 ديسمبر: تحطمت طائرة البوينغ 727 التابعة لشركة الخطوط الجوية العربية الليبية بالقرب من مطار طرابلس عندما كانت قادمة من مدينة بنغازي التي تبعد 1000 كم عن مدينة طرابلس. وقتل في الحادث 157 راكبا معظمهم من الليبيين. وإلى الآن لم تُعرف أسباب تحطم الطائرة التي كانت تتهيأ للهبوط ولم تكن على ارتفاع عال إلا أنها أصبحت فُتات.

## 1995
- 20 ديسمبر: الخطوط الجوية الأمريكية الرحلة 965 في رحلة مجدولة من مطار ميامي الدولي في ميامي فلوريدا إلى مطار الفونسو بونيلا اراغون الدولي في كالي كولومبيا كانت الطائرة من طراز بوينغ 757-200 وقد تحطمت في جبل في بوغا، كولومبيا، قتل 151 راكبا كانوا على متن الطائرة بالإضافة إلى أفراد الطاقم البالغ عددهم 8 أشخاص وقد كان هذا الحادث هو أول حادث لطائرة أمريكية من طراز 757 في كولومبيا. نجا من الحادث 5 أشخاص فقط في بداية الأمر ولكن بعد بضعة أيام توفي شخص منهم نتيجة الإصابة. كشفت التحقيقات أن الحادث كان بسبب خطأ في توجيه الطائرة من قبل الطاقم.

## 1994
- 21 أغسطس: الخطوط الملكية المغربية الرحلة 630 هي رحلة لنقل الركاب على متن طائرة من نوع إيه تي آر 42، بعد حوالي عشر دقائق من إقلاعها من مطار المسيرة في أكادير بالمغرب. قتل جميع الركاب وأفراد الطاقم الذين كانوا على متن الطائرة والبالغ عددهم 44، وبعد التحقيق تمكن المحققون من التأكد من أن الطيار هو السبب وراء هذا الحادث فقد أراد الإنتحار وتعمد تحطيمها مع كل المسافرين ومع أفراد الطاقم كذلك. ويُعد هذا الحادث أسوأ حادث جوي يقع لطائرة من نوع إيه تي آر 42 والتي تصنع في كل من فرنسا وإيطاليا.
- 21 ديسمبر: تحطمت طائرة بوينج 737 التابعة للخطوط الجوية الجزائرية الرحلة 702بيه أثناء اقترابها من مطار كوفنتري في إنجلترا، مما أسفر عن مقتل جميع الأشخاص الخمسة الذين كانوا على متنها.

## 1996
- 8 يناير: مقتل ثلاثمائة وخمسين شخصا على الأقل في سقوط طائرة شحن من طراز أنتونوف 32 في سوق مزدحم في وسط كينشاسا عاصمة الكونغو الديمقراطية (زائير سابقا).
- 6 فبراير: مقتل مائة وتسعة وثمانين شخصا في سقوط طائرة بوينغ تابعة لشركة طيران الدومينيكان قبالة سواحل جمهورية الدومنيكان، ولم ينج أحد في الحادث.
- 29 فبراير: مقتل مائة وثلاثة وعشرين شخصا في اصطدام طائرة بوينغ تابعة لشركة الطيران في بيرو بجبل أثناء استعدادها للهبوط في أريكويبا الواقعة على بعد ألف كيلومتر إلى الجنوب من العاصمة ليما، ولم ينج أحد في الحادث.
- 11 مايو: مقتل مائة وعشرة أشخاص في سقوط طائرة من طراز دي سي-9 تابعة لشركة فالوجت بالقرب من مطار ميامي بالولايات المتحدة، ولم ينج أحد في الحادث.
- 17 يوليو: مقتل 230 شخصا في انفجار طائرة تابعة لشركة تي دبليو أيه الأمريكية فوق المحيط الأطلسي عقب إقلاعها من مطار كينيدي بنيويورك في طريقها إلى باريس، ولم ينج أحد في الحادث.
- 29 أغسطس: مقتل مائة وواحد وأربعين شخصا في سقوط طائرة من طراز توبوليف 154 كانت تستأجرها شركة تعدين روسية في طريقها إلى جزيرة سبيتزبرجن، ولم ينج أحد في الحادث.
- 2 أكتوبر: تحطمت طائرة بوينغ 757-300 تابعة لطيران بيرو الرحلة رقم 603 في المحيط الهادي وكان على متنها 61 راكبا و9 من أفراد الطاقم متعددي الجنسيات من أمريكا وأسبانيا وإيطاليا والبيرو والمكسيك وبريطانيا ونيوزيلاندا، وكانت متجهة من ليما إلى سان دييغو ومات جميع الركاب والطاقم البالغ عدده 70 شخصا بعد نصف ساعة من بداية الإقلاع، وكان أسوء حادث طيران في بيرو والعالم قبل حادث رحلة الخطوط الجوية الأثيوبية رقم 671 وكان سبب الحادث لرحلة طيران بيرو هو قطعة من شريط لاصق تركت بطريق الخطأ خلال منفذ ثابت (على الجانب السفلي من جسم الطائرة) بعد تنظيف الطائرة.
- 7 نوفمبر: مقتل مائة وواحد وخمسين شخصا في تحطم طائرة بوينغ نيجيرية كانت في طريقها من بورت هاركوت إلى لاغوس، ولم ينج أحد في الحادث.
- 12 نوفمبر: وقوع حادث اصطدام طائرة الخطوط الجوية السعودية الرحلة 763 من طراز بوينغ 747-168b، والمتجهة من نيودلهي في الهند إلى الظهران في المملكة العربية السعودية أثناء الإقلاع إثر اصطدامها في الجو بطائرة الشحن من طراز اليوشن (Ilyushin Il-76) التابعة للطيران الكازاخستاني والقادمة من سمرقند في كازاخستان إلى نيودلهي. مات 349 راكبا.
- 23 نوفمبر: مقتل مائة وخمسة وعشرين شخصا في سقوط طائرة بوينغ إثيوبية مختطفة في المياه قبالة ساحل جزر القمر، ونجاة خمسين من الركاب.

## 1997
- 6 أغسطس: مقتل مائة وثمانية وعشرين شخصا في سقوط طائرة تابعة للخطوط الجوية الكورية في منطقة جبلية بالقرب من مطار غوام، ونجاة ستة وعشرين.
- 26 سبتمبر: مقتل مائتين وخمسة وثلاثين شخصا في سقوط طائرة إيرباص إندونيسية في منطقة جبلية في شمال سومطرة، ولم ينج أحد في الحادث.
- 19 ديسمبر: مقتل مائة وأربعة أشخاص في سقوط طائرة بوينغ تابعة لسنغافورة بالقرب من مدينة باليمبانج الإندونيسية، ولم ينج أحد في الحادث.

## 1998
- 2 فبراير: مقتل مائة وأربعة أشخاص في سقوط طائرة تابعة لشركة سيبو إيرباص في منطقة جبلية شمال شرقي مطار كاجيان دورو بالفلبين، ولم ينج أحد في الحادث الذي كان الأسوأ في تاريخ الفلبين.
- 16 فبراير: مقتل مائة وستة وتسعين شخصا في سقوط وتحطم طائرة إيرباص صينية كانت في طريقها إلى جزيرة بالي الإندونيسية، في مطار تايبه الدولي بتايوان، كما قتل سبعة أشخاص كانوا على الأرض. وكان من بين القتلى محافظ بنك تايوان المركزي.
- 2 سبتمبر: مقتل مائتين وتسعة وعشرين شخصا في تحطم طائرة سويسرية قبالة ساحل نوفا سكوتيا أثناء محاولتها القيام بهبوط اضطراري. وكانت الطائرة في طريقها من نيويورك إلى جنيف. ولم ينج أحد في الحادث.

- مقتل مائة وشخص واحد في تحطم طائرة تايلاندية أثناء اقترابها من مطار سورات تاني في شمال تايلاند في نهاية رحلة كانت قادمة من بانكوك. ونجاة خمسة وأربعين شخصا في الحادث.

## 1999
- 24 فبراير: مقتل 61 شخصا إثر انفجار طائرة تابعة للخطوط الجوية الصينية في وسط البلاد.
- 1 يونيو: انزلقت طائرة الخطوط الجوية الأمريكية الرحلة 1420 -وهي من طراز ماكدونيل دوغلاس MD-82 وعلى متنها 139 راكبًا- عن المدرج أثناء الهبوط وتحطمت في ممر فولاذي في ليتل روك أركنساس أثناء رياح قوية؛ مما أسفر عن مقتل 11 شخصًا وإصابة 86 آخرين.
- 31 أكتوبر: مقتل مائتين وسبعة عشر شخصا في تحطم طائرة بوينغ مصرية قبالة ساحل ماساتشوستس الأمريكي بعد نحو ساعة من إقلاعها. ولم ينج في الحادث أي من الركاب.

## 2000
- 30 يناير: مقتل مئة وتسعة وسبعين شخصا في سقوط طائرة إيرباص كينية في المياه بعد قليل من إقلاعها من أبيدجان بساحل العاج.
- 19 أبريل: مقتل مئة وواحد وثلاثين شخصا في سقوط طائرة بوينغ فلبينية بالقرب من مدينة دافاو الجنوبية.
- 25 يوليو: مقتل مئة وتسعة أشخاص هم جميع ركاب وأفراد طاقم طائرة كونكورد فرنسية كانت تستأجرها شركة سياحة ألمانية. وقد سقطت الطائرة عقب إقلاعها من مطار شارل ديجول متجهة إلى نيويورك. وقتل نحو سبعة أشخاص على الأرض.
- أغسطس: مقتل 143 شخصا هم جميع ركاب وأفراد طاقم طائرة تابعة لشركة طيران الخليج عندما سقطت الطائرة القادمة من القاهرة قبالة ساحل البحرين قبيل دقائق قليلة من هبوطها في مطار البحرين الدولي. وتردد أن الطيار قام بمحاولتين فاشلتين للهبوط قبل أن تسقط الطائرة وتتحطم في مياه الخليج.
- 30 أكتوبر: تحطم طائرة تابعة لخطوط سنغافورة الجوية كانت في طريقها إلى لوس انجلوس من مطار تايبيه بتايوان مما تسبب في مقتل 79 شخصا.بقايا ذيل الرحلة 006 في مطار شيانغ كاي شيك الدولي

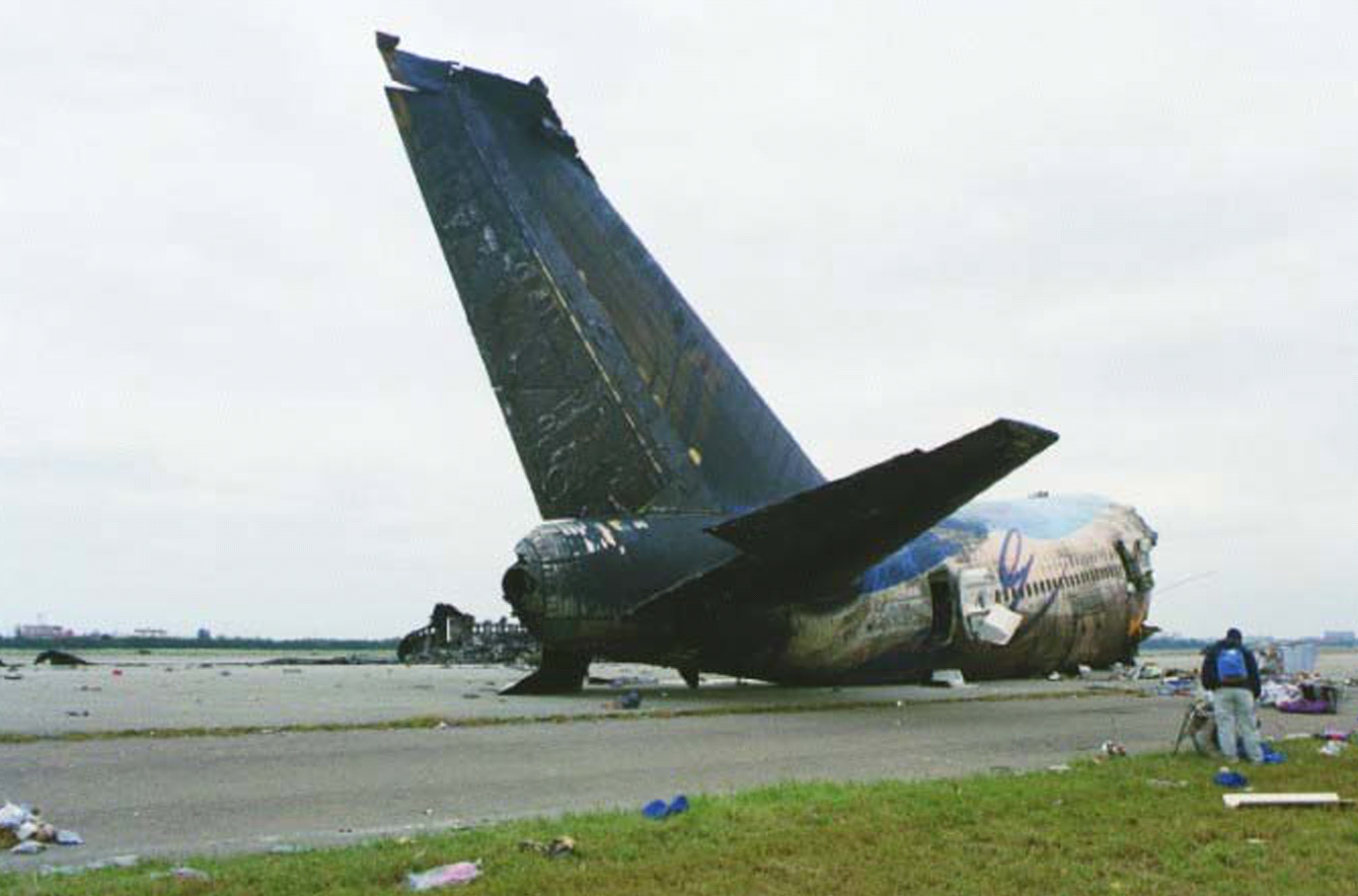
بقايا ذيل الرحلة 006 في مطار شيانغ كاي شيك الدولي

- في 31 أكتوبر: اصطدمت طائرة بوينغ 747-400 التابعة للخطوط الجوية السنغافورية الرحلة 006 بمعدات بناء بعد استخدامها مدرجًا مغلقًا للإقلاع في مطار شيانغ كاي شيك الدولي في تايوان، مما أسفر عن مقتل 83 شخصًا من أصل 179 شخصًا كانوا على متنها. ونجا 96 شخصًا وأصيب 71 آخرون. وكان هذا أول حادث مميت تتعرض له الخطوط الجوية السنغافورية.

## 2001
- 3 مارس: طائرة بوينج 737-400 التابعة لشركة الخطوط الجوية التايلاندية الرحلة 114 تدمرت بانفجار عند البوابة 62 بمطار دون موينج في تايلاند قبل الصعود إلى الطائرة، مما أدى إلى مقتل أحد أفراد طاقم الطائرة.الحطام المحترق لطائرة الخطوط الجوية التايلاندية الدولية الرحلة 114

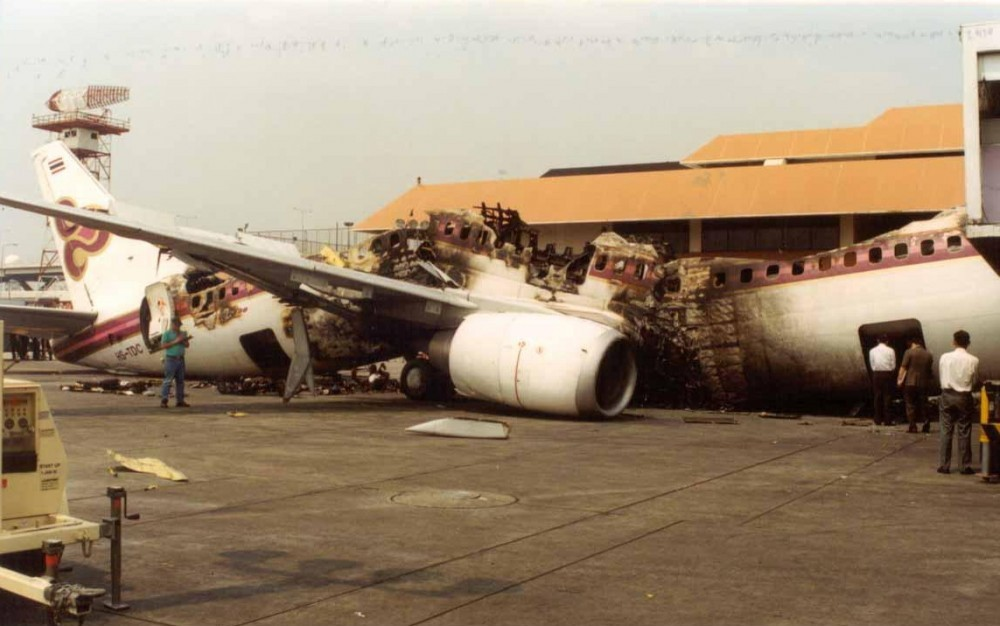
الحطام المحترق لطائرة الخطوط الجوية التايلاندية الدولية الرحلة 114

- 3 يوليو: مقتل 143 شخصا في تحطم طائرة روسية من طراز توبلوف كانت في طريقها إلى مطار فلاديفستوك الروسي.
- 11 سبتمبر: اختطاف أربع طائرات من طراز بوينغ والاصطدام باثنتين منهما في برجي مركز التجارة العالمي بنيويورك واصطدام الثالثة بمنى وزارة الدفاع الأمريكية (البنتاجون) وسقوط الرابعة في بيتسبرج بالولايات المتحدة في عملية اسفرت عن مقتل 3 آلاف شخص تقريبا.
- 4 أكتوبر: مقتل 78 شخصا في حادث تحطم طائرة روسية من طراز توبوليف في البحر الأسود كانت في طريقها من تل أبيب لسيبيريا.
- 8 أكتوبر: مقتل 118 شخصا في تحطم طائرة تابعة الخطوط الجوية الاسكندنافية بعد اصطدامها بطائرة صغيرة بسبب الضباب الكثيف في مطار ميلان الإيطالي.
- 12 نوفمبر: مقتل 260 شخصا في حادث سقوط طائرة تابعة لأمريكان اير لاينز فوق حي كوينز بنيويورك بينما كانت في طريقها من الولايات المتحدة إلى جمهورية الدومينيكان.

## 2002
- 9 يناير: مقتل 92 شخصا في تحطم طائرة من طراز بوينغ 727 فوق جبال كولومبيا.
- 12 فبراير: مقتل 117 شخصا في تحطم طائرة تابعة الخطوط الجوية الإيرانية من طراز توبوليف الروسي في المنطقة الجبلية غربي العاصمة طهران.
- 15 أبريل: مقتل 160 شخصا في تحطم طائرة تابعة إلى الخطوط الجوية الصينية كانت في طريقها إلى بوسان بكوريا الجنوبية.
- 4 مايو: مقتل 148 شخصا في حادث تحطم طائرة نيجيرية في مدينة كانو النيجيرية.
- 7 مايو: تحطم طائرة مصرية تابعة لشركة مصر للطيران في تونس ونجاة معظم ركابها وعددهم 55، وفي اليوم نفسه تحطمت طائرة صينية تقل 112 شخصا بعد سقوطها في البحر شرقي الصين.
- 25 مايو: مقتل 225 شخصا في حادث تحطم طائرة من طراز بوينغ 747 تابعة إلى الخطوط الجوية التايوانية بعد سقوطها في البحر قبالة السواحل التايوانية.
- 1 يوليو: مقتل 71 شخصا معظمهم أطفال في حادث اصطدام طائرة من طراز توبوليف الروسية كانت تحمل أطفالا في رحلة مدرسية إلى إسبانيا بطائرة من طراز بوينغ 757 في الأجواء الألمانية.
- 27 يوليو: طائرة مقاتلة تهوي فوق المشاهدين في مدينة لفيف الأوكرانية أثناء عرض جوي مما يسفر عن مقتل 83 شخصا فيما عد أسوأ حادث يقع في عرض جوي.
- 23 ديسمبر: مقتل 46 شخصا في حادث تحطم طائرة انتينوف كانت تقل خبراء طيران في منطقة وسط إيران.

## 2003
- 8 يناير: مقتل 76 شخصا في تحطم طائرة تركية بعد سقوطها في منطقة ديار بكر، وفي نفس اليوم قتل 21 شخصا في حادث تحطم طائرة خفيفة بعد إقلاعها بوقت قصير من مطار شاروت بولاية نورث كارولينا الأمريكية.
- 9 فبراير: مقتل 276 من العسكريين الإيرانيين في تحطم طائرة نقل جوي عسكرية جنوبي إيران.
- 6 مارس: مقتل 102 راكب في حادث تحطم طائرة من طراز بوينغ 737 تابعة للخطوط الجزائرية.
- 26 مايو: مقتل 74 شخصا في حادث تحطم طائرة أوكرانية كانت تقل قوات حفظ سلام إسبانية عائدين إلى بلادهم من أفغانستان.
- 8 يوليو: مقتل 115 شخصا في حادث تحطم طائرة سودانية عقب إقلاعها بوقت قليل من مطار بورتسودان ولم ينج من الحادث سوى طفل صغير.
- 25 ديسمبر: مقتل 135 شخصا على الأقل في حادث تحطم طائرة من طراز بوينغ 727 كانت في طريقها إلى بيروت بعد سقوطها أمام سواحل جمهورية بنين بالقارة الأفريقية.

## 2004
- 3 يناير: تحطم طائرة مصرية تابعه لشركة فلاش أيرلينز (Flash Airlines) كانت تقل سياحا فرنسيين في طريقها من مدينة شرم الشيخ إلى القاهرة حيث سقطت في البحر الأحمر، وأدى ذلك إلى مقتل 148 شخصا.

## 2005
- 3 فبراير: تحطم طائرة بوينغ 737 أفغانية في طريقها من هرات إلى كابول العاصمة، وكانت الطائرة قد اصطدمت بالجبال بسبب رداءة الجو، قتل في الحادث 104 أشخاص.
- 6 أغسطس: طائرة من نوع ATR 72 تابعة للخطوط الدولية التونسية رحلة 1153 وقعت في البحر الأبيض المتوسط بالقرب من باليرمو في صقلية نتيجة لنفاد الوقود بها وهي بطريقها من باري الإيطالية إلى جزيرة جربة التونسية. وقد مات 2 من الطاقم التونسي الأربع بالإضافة إلى 14 راكبا من المجموع 35 وهم إيطاليون.
- 14 أغسطس: تحطم طائرة ركاب بوينغ 737 في طريقها من قبرص إلى اليونان. ووفاة 121 راكبا.
- 16 أغسطس: تحطم طائرة ركاب نوع ام دي-82 مستأجرة من طيران غرب الكاريبي الكولومبي، في طريقها من بنما إلى مارتينيكيو، أدى تحطمها إلى مقتل 160 راكبا على متنها.

## 2006
- 27 نوفمبر: تحطم طائرة أنتونوف 74 تابعة لسلاح طيران الحرس الثوري الإيراني أثناء إقلاعها من مطار مهراباد في طهران متجهة إلى شيراز، وأسفر الحادث عن مقتل 37 شخصاً.
- 29 أكتوبر: تحطم طائرة بوينغ 737-200 تابعة لشركة طيران ايه دي سي- النيجيرية بعد إقلاعها وسط رياح عاتية من أبوجا متجهة إلى سكوتو، وسقطت الطائرة في حقل ذرة لتقتل 97 شخصاً من بينهم امرأة كانت تعمل في الحقل.
- 29 سبتمبر: تصادم بين طائرة بوينغ 737-800 تابعة لطيران غول البرازيلي في رحلة داخلية من مناوس إلى براسيليا مع طائرة خاصة جديدة من طراز إمبراير لغاسي متوجهة إلى الولايات المتحدة.
- 1 سبتمبر: انزلاق واحتراق طائرة تبولف 154 تابعة للطيران الإيراني السياحي أثناء هبوطها في مطار مشهد في نهاية رحلة من بندر عباس، ونجم عن الحادث مقتل 28 راكب من أصل 148 كانوا على متنها.
- 27 أغسطس: تحطم طائرة كندير سي آر جيه 100 تابعة لشركة كومير الأمريكية بعد محاولتها الإقلاع من المدرج الخاطئ في مطار لكسنغتن بولاية كنتكي الأمريكية متجهة إلى أتلانتا، وقتل في الحادث 49 من أصل 50 كانوا على متنها.
- 22 أغسطس: سقوط طائرة تبولف 154 تابعة لشركة طيران بلكوفو الروسية أثناء محاولتها تجاوز عاصفة أثناء رحلة داخلية من أنابا إلى سينت بيترسبرغ، حيث سقطت الطائرة قرب دونتسك وأسفر الحادث عن مقتل 170 شخصاً.
- 10 يوليو: تحطم طائرة فوكر 27 تابعة لشركة الطيران الدولية الباكستانية إثر عطل في محركاتها بعد إقلاعها من مطار ملتان متجهة إلى لاهور، وقد سقطت الطائرة على خطوط كهربائية واحترقت فأسفر الحادث عن مقتل 45 شخصاً.

## 2007
- 5 مايو: تحطم طائرة بوينغ 737-800 تابعة إلى الخطوط الجوية الكينية في منطقة مستنقعات غابية قرب مطار دوالا بالكاميرون بعد وقت قصير من إقلاعها متجهة إلى نيروبي، وقتل في الحادث 114 شخصا.تحطم طائرة عام 2007

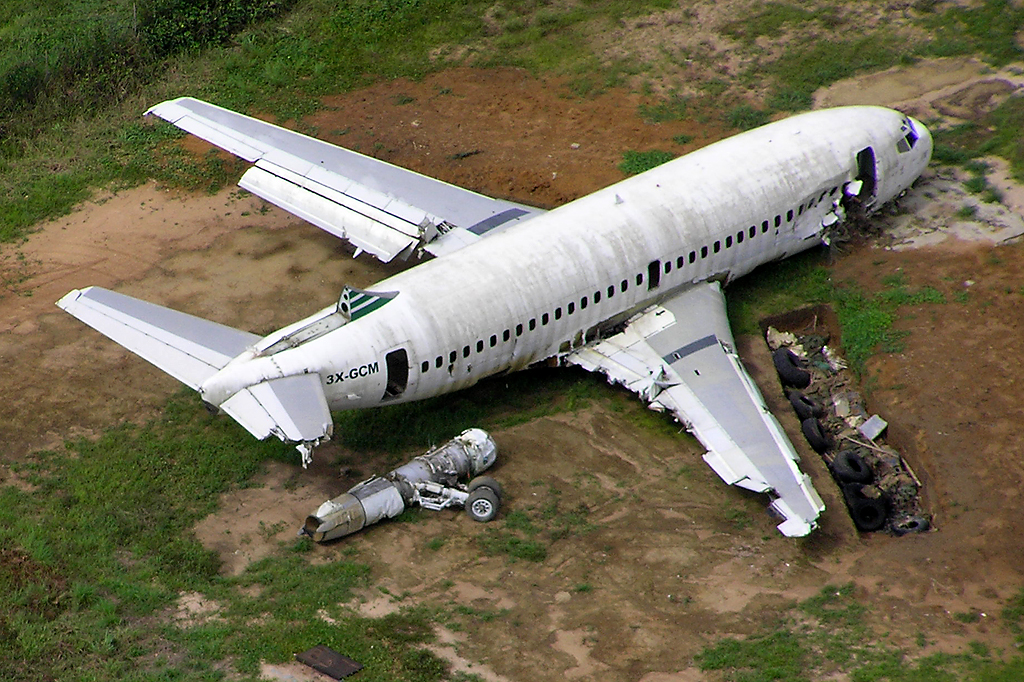
تحطم طائرة عام 2007

- 9 يناير: تحطم طائرة أنتنوف 26 تابعة لشركة طيران ايريانتور إم الملدوفية قرب قاعدة بلد الجوية في العراق أثناء محاولتها الهبوط في رحلة مؤجرة من أضنة في تركيا لنقل عمال بناء أتراك، وأسفر الحادث عن مقتل 32 شخصاً.
- 1 يناير: سقوط طائرة بوينغ 737-400 تابعة لطيران آدم الإندونيسية في البحر قرب جزيرة سلاوسي خلال رحلة داخلية من سرابايا إلى منادو، ويعتقد بأن جميع من على متنها قتلوا وعددهم 102.

## 2008
- سبتمبر: طائرة روسية من طراز بوينغ 737 تحطمت بالقرب من مدينة بيرم في منطقة الأورال وقُتل كل من كان على متنها وعددهم 88 شخصا، وكانت قد انفجرت وسط الجو قبل سقوطها.
- 10 يونيو: طائرة تابعة إلى الخطوط الجوية السودانية تقل 217 شخصا من ركاب وطاقم، قادمة من العاصمة الأردنية عمان عبر دمشق، اشتعلت فيها النيران بعد هبوطها في مطار الخرطوم الدولي. وقتل في هذا الحادث ما لا يقل عن 100 شخص. في رواية أخرى في 10 يونيو/حزيران: تجاوزت طائرة الخطوط الجوية السودانية 109 وهي من طراز إيرباص A310 المدرج في مطار الخرطوم الدولي وتحطمت بسبب المسافة الطويلة من الاشتعال. قُتل 30 شخصًا من أصل 214 شخصًا كانوا على متنها.

## 2009
- 15 يناير: حادث طائرة إيرباص إيه 320 تابعة لشركة خطوط الولايات المتحدة رحلة 1549 والتي نزلت على مياه نهر هدسون الباردة بعد حوالي 5 دقائق من إقلاعها من مطار لاجوارديا بنيويورك متجهة إلى شارلوت، كارولاينا الشمالية. وبعد 90 ثانية من إقلاعها وعلى ارتفاع 3,200 قدم (980 م) أبلغ قائد الطائرة عن «ضربة طير مزدوجة»، وفقد السيطرة في كلا المحركين، وطلب الرجوع إلى المطار، ولكنه لم يستطع العودة فهبط اضطراريا على نهر هدسون، وقد نجا جميع من كان على متنها بعد هبوطها، وقد نجوا أيضا من الاصطدام بطائرة مائية كانت متوقفة بالقرب من سقوطها. وقد وصفت صحيفة وال ستريت جورنال هذا النوع من الهبوط على الماء بأنه «واحدة من أندر وأكثر التحديات الفنية فخرا في عالم الطيران» وقليل جدا من الحوادث التي تشبهها.

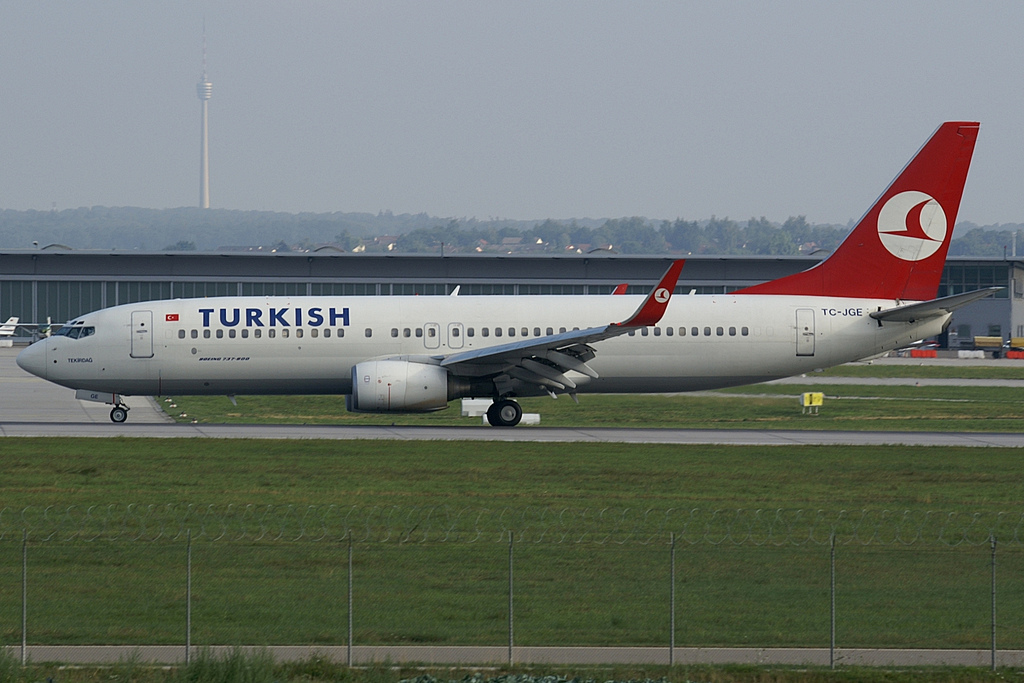
الطائرة التركية قبل سقوطها

- 25 فبراير: الخطوط التركية رحلة 1951 هو حادث لطائرة تابعة للخطوط التركية من نوع بوينغ 800-737، ورقم التسجيل TC-JGE. كانت في رحلة منتظمة بين إسطنبول بتركيا وأمستردام في هولندا. وقد سقطت بالقرب من مطار سكيبول (أمستردام) بعد هبوط اضطراري لأن الطيار تعمد الهبوط على مقربة من المطار في أرض زراعية رخوة بعد توقف محركها تجنبا لانفجارها أو سقوط عدد كبير من الضحايا.
- 1 يونيو: حادث الخطوط الجوية الفرنسية (إير فرانس) لطائرة من طراز إيرباص أقلت 228 راكبا ثم اختفت فوق مياه المحيط الأطلسي ويخشى أن يكون الركاب قد لقوا حتفهم. والطائرة غادرت ريو دي جانيرو في البرازيل منتصف الليل بتوقيت باريس وقطعت منطقة من المطبات الجوية القوية قرابة الرابعة فجراً بنفس التوقيت. وتلقى برج المراقبة في البرازيل عند الساعة 4:14 رسالة أوتوماتيكية تفيد بوقوع عطل كهربائي في الطائرة بينما كانت تحلق في منطقة نائية قبالة الشواطئ البرازيلية. ومن بين ركاب الطائرة 58 برازيلياً و61 فرنسياً و5 لبنانيين ومسافرين آخرين من 32 جنسية.[3][4]
- 30 يونيو: طائرة الخطوط اليمنية وهي من نوع إيرباص 310 أقلعت من مطار صنعاء الدولي اليمني بتاريخ 30 يونيو 2009 في طريقها إلى مطار الإمير سعيد إبراهيم الدولي بمدينة موروني في جزر القمر، وقد سقطت قبل وصولها المطار في الساعة 02:50 بالتوقيت المحلي من صباح يوم الثلاثاء (23:50 UTC)، وعلى متنها 153 شخصا من ركاب وطاقم الطائرة ولم ينج من ركابها الـ 153 سوى طفلة واحدة.
- يوليو: طائرة ركاب إيرانية من طراز توبوليف تسقط شمال غربي إيران أثناء توجهها إلى العاصمة الأرمينية يريفان، ومقتل جميع من كان على متنها وعددهم 168 شخصا.
- 12 أغسطس: تحطم طائرة من طراز دى هافلاند كندا دى إتش سي-6 توين أوتر تابعة خطوط بيه إن جى الجوية يوم الأربعاء في بابوا غينيا الجديدة. ثلاثة عشر شخصًا كانوا على متن الطائرة توفوا. آثار حادثة رحلة الخطوط الجوية الأمريكية رقم 331

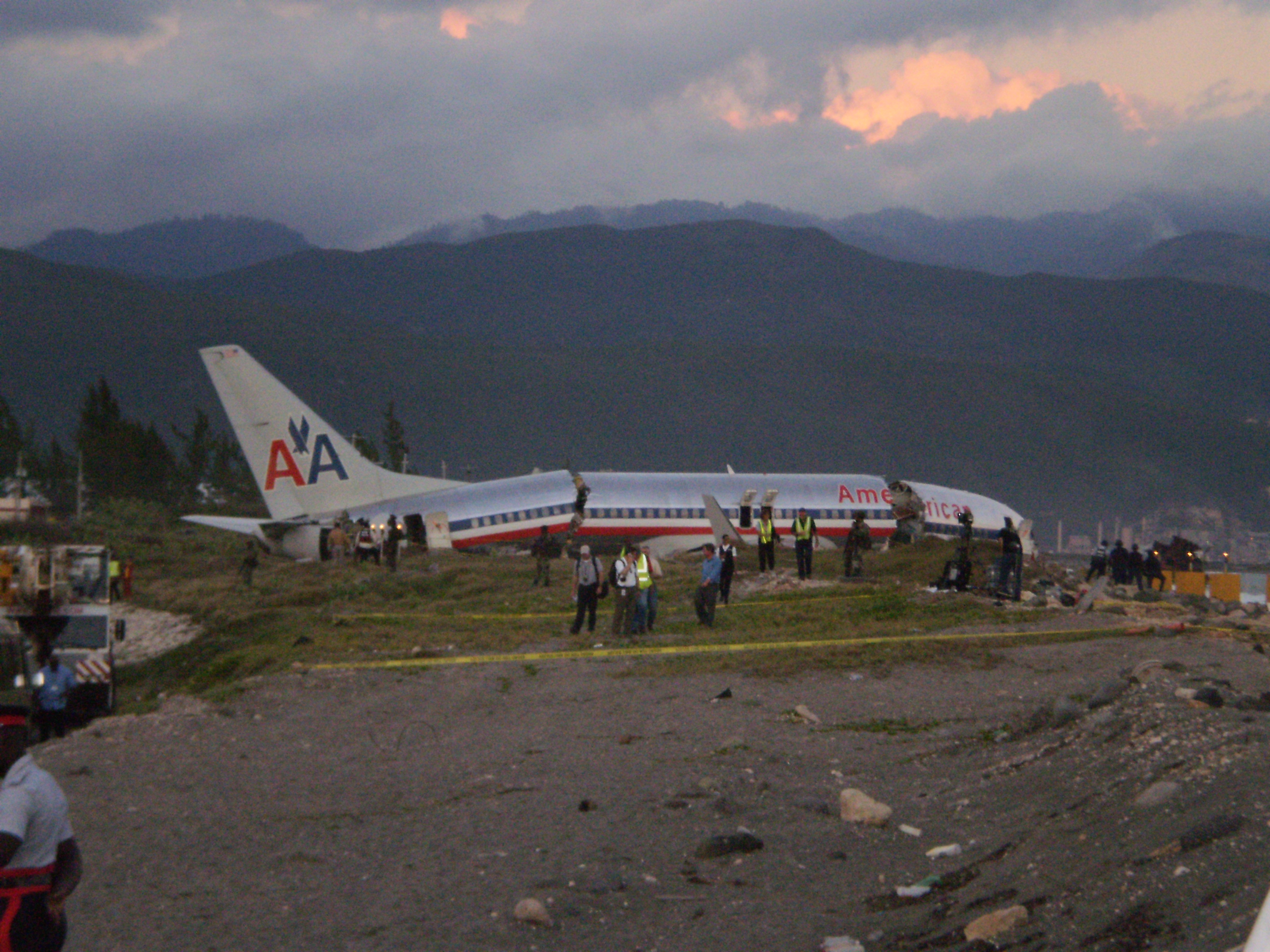
آثار حادثة رحلة الخطوط الجوية الأمريكية رقم 331

- 22 ديسمبر: تجاوزت طائرة بوينج 737-800 التابعة للخطوط الجوية الأمريكية الرحلة 331 والمتجهة من الولايات المتحدة إلى كينغستون - جامايكا المدرج عند هبوطها في مطار نورمان مانلي الدولي بسبب خطأ من الطيار. نجا جميع ركابها البالغ عددهم 154 شخص وأصيب بعضهم بجروح متعددة ولكن الطائرة أُلغيت.

## 2010
- 24 يناير: سقوط طائرة بوينغ 737 التابعة للخطوط الجوية الإثيوبية وكانت قد احترقت وسقطت في البحر المتوسط وعلى متنها 90 راكبا بسبب الجو العاصف.
- 12 مايو: تحطم طائرة إيرباص إيه 330 التابعة للخطوط الجوية الأفريقية . وقد تحطمت أثناء محاولتها للهبوط في مطار طرابلس الدولي، القادمة من جنوب أفريقيا وكان علي متنها 104 شخص. وقد تحطمت قبل المدرج بمتر واحد فقط، وقد نجى من هذا التحطم طفل هولندي عمره 8 سنوات.
- 17 مايو: تحطم طائرة في أفغانستان. من طراز أنتونوف 24 تابعة لشركة طيران بامير. اختفت الطائرة وسط أحوال جوية سيئة، وكان علي متنها 43 راكبا بينهم ثلاثة أميركيين وبريطاني.
- 22 مايو: تحطم طائرة البوينغ 737 التابعة لطيران أيرإنديا إكسبرس، طائرة الركاب الهندية القادمة من دبي تحطمت عند محاولتها للهبوط في مطار بنجالور في الهند، كانت تقل 163 راكبا وطاقما مؤلفا من تسعة أفراد. وقد نجى من هذا التحطم ثمانية أشخاص فقط.
- 4 ديسمبر: تحطم طائرة من طراز توبوليف 154 التابعة للخطوط الجوية الداغستانية والتي كانت تقوم برحلة من موسكو إلى محج قلعة - عاصمة جمهورية داغستان الروسية. تحطمت بعد إقلاعها من مطار«دوموديدوفو» في موسكو، ونتيجة الهبوط الاضطراري في مدرج رقم P 32، قتل شخصان، من بينهما شقيق لرئيس جمهورية داغستان، وجرح 83. وكان على متنها 163 راكبا و9 من أفراد الطاقم.

## 2011
- 7 سبتمبر - تحطم طائرة لوكوموتيف ياروسلافل، من نوع ياك-42 وكانت الطائرة تحمل على متنها فريق ومدربي لوكوموتيف ياروسلافل لهوكي الجليد، ووقعت هذه الحادثة بالقرب من مدينة ياروسلافل الروسية، أسفر الحادث عن مقتل 43 شخصًا.

## 2012
- 19 أغسطس - تحطم طائرة سودانية من نوع أنتونوف أن-26 أقلعت من مطار الخرطوم الدولي متجهة إلى بلدة تلودي، السودان، أسفر الحادث عن وفاة جميع من على الطائرة وكانوا 32 شخص، من الطاقم 6 أفراد من بينهم 3 أجانب، والركاب هم بعض الوزراء في الحكومة ورئيس حزب وبعض المسؤولين وطاقم تلفيزوني.

## 2014
- 8 مارس: فقدت رحلة الطيران رقم 370 التابعة للخطوط الجوية الماليزية حيث كانت طائرة من نوع بوينغ 777-200 إي أر في رحلة دولية مجدولة بين كوالالمبور، ماليزيا وبكين، الصين، وكان على متنها 227 راكب و12 من طاقم الطائرة وانقطع الاتصال بالطائرة بعد إقلاعها بساعتين تقريبا فيما أكد سلاح البحرية الفيتنامية أن الطائرة تحطمت في خليج تايلاند، وبسبب أنه لم يتم العتور على حطام الطائرة، أعتبر هذا الحادث من أكثر حوادث الطيران غموضا.
- 17 يوليو: فقدت رحلة الطيران رقم 17 التابعة للخطوط الجوية الماليزية حيث كانت طائرة من طراز بوينغ 777-200 إي آر في رحلة من مطار سخيبول أمستردام إلى مطار كوالالمبور وكانت الطائرة تحمل 280 مسافرًا و15 هم أفراد الطاقم حيث سقطت بالقرب من مدينة شاختارسك في منطقة أوبلاست دونيتسك في شرق أوكرانيا.
- 24 يوليو: سقوط طائرة الخطوط الجوية الجزائرية الرحلة 5017 والتي كانت متجهة من واغادوغو عاصمة بوركينا فاسو إلى مدينة الجزائر في شمال مالي وأسفرت الحادثة عن مصرع 116 راكبا معظمهم من الفرنسيين.
- 28 ديسمبر: فقدان رحلة طيران آسيا رقم 8501 أثناء توجهها من مدينة سورابايا بإندونيسيا إلى سنغافورة محملةً بـ 155 راكبا وطاقم الطائرة المكون من 7 أفراد.

## 2015
- 24 مارس: تحطم طائرة من طراز إيرباص «إيه 320» تابعة لشركة "Germanwings" التابعة للخطوط الأم "Lufthansa" الألمانية في جنوب فرنسا في منطقة في جبال الألب بعد ما أسقطها مساعد الطيار Andreas Lubiz عمداً وأثبتت التحقيقات بأنه كان يعاني من مرض نفسي وقرر الانتحار وكان على متن الطائرة 142 راكباً ومن بينهم مجموعة طلاب مدارس وأطفال رضّع، فضلا عن 6 من أفراد طاقمها، وجميعهم لقو حتفهم في هذه الرحلة وكانت متجهة من برشلونة إلى دوسيلدورف في ألمانيا وتعتبر هذه من أسوأ الحوادث في تاريخ ألمانيا.[5]
- 31 أكتوبر: تحطم طائرة إيرباص إيه 321 تابعة لشركة كوغاليم أفيا الروسية في رحلتها رقم 9268، وهي في طريقها من مطار شرم الشيخ إلى سان بطرسبورغ، روسيا. الطائرة تحطمت على بعد 100 كلم جنوب مدينة العريش المصرية وعلى متنها 224 راكب (217 مسافر و7 من الطاقم) قتلوا جميعاً في الحادثة. جدير بالذكر أن تنظيم داعش أعلن مسؤوليته عن الحادث.

## 2016
- 19 مارس: فلاي دبي الرحلة 981 حادث لطائرة من نوع بوينغ 737-800 كانت في رحلة بين مطار دبي الدولي ومطار روستوف نا دونو في روسيا قبل أن تتحطم بسبب العواصف. قتل جميع ركاب الطائرة البالغ عددهم 62 (55 راكبا و7 طاقم الطائرة).
- 29 مارس: إختطاف رحلة مصر للطيران 181 (MS181) فهي رحلة داخلية كانت مُتوجهة من مطار برج العرب الدولي في الإسكندرية إلى ميناء القاهرة الجوي، وقد اختطفت الطائِرة بعدما هدد الخاطف كابتن الطائرة عمر الجمل بحزام ناسف، وَكانت الطائِرة تَحمل على مَتنها 81 راكبا، وقد هبطت الطائرة في مطار لارنكا في قبرص، وَقد أُغلق المطار من بعدها لكل الرحلات القادمة والخارجة وأُرسلت سيارات الإسعاف للموقع.
- 19 مايو: تحطم طائرة مصرية من طراز إيرباص 320 أقلعت من مطار شارل ديجول متجهة للقاهرة وقد اختفت من على الرادار في الساعة 2:45 فجراً بتوقيت القاهرة وكان على متنها 66 شخصا بينهم 7 أفراد طاقم الطائرة و3 أفراد أمن وطفل ورضيعان.
- 27 يونيو: طائرة بوينغ 777-312ER التابعة لشركة الخطوط الجوية السنغافورية الرحلة 368 كانت تحمل علي متنها 222 راكبا و19 من أفراد الطاقم في رحلة طيران من سنغافورة إلي ميلانو وبعد 20 دقيقة من الإقلاع كان الزيت يتسرب من المحرك الأيمن رقم 2 من طراز جنرال إلكتريك جي إي 90 مما أدي إلي انفجار المحرك. لم تقع أي إصابات.
- 28 نوفمبر: كارثة رحلة خطوط لاميا الجوية 2933، حيث تحطمت الطائرة التي كانت تقل لاعبي وطاقم نادي تشابيكوينسي البرازيلي تحطمت في لا يونيون أثناء تنقلها من سانتا كروز دي لا سييرا في بوليفيا إلى مطار كوردوفا الدولي في ميديلين بكولومبيا. وأسفرت عن مقتل 75 شخصاً من بينهم أفراد نادي تشابيكوينسي وصحفيين وطاقم الطائرة ونجاة 6 أفراد.
- 23 ديسمبر: اختطاف طائرة تابعة للخطوط الإفريقية الليبية من نوع إيرباص A320، وعلى متنها 118 شخصا، وتم تحويل مسارها أثناء رحلة داخلية بين مطاري تمنهنت بالجنوب الليبي إلى مطار معيتيقة بطرابلس، حيث تم اختطافها وانزالها بمطار لوكا بمالطا.

## 2018
- 11 فبراير: سقوط طائرة الركاب الروسية خطوط ساراتوف الجوية رحلة 703 ومقتل 71 شخصا.
- 18 فبراير: مقتل 66 شخصا في حادث تحطم طائرة ركاب إيرانية جنوب أصفهان.
- 11 أبريل: مقتل 257 شخصا في حادث تحطم طائرة عسكرية جزائرية في بوفاريك (البليدة).
- 17 سبتمبر: سقوط طائرة روسية من طراز (إل 20) قبالة السواحل السورية ومقتل 15 جندي روسي بعد اصابتها عن طريق الخطأ من قبل الدفاعات الجوية السورية عندما كانت تتصدى لطائرات إسرائيلية كانت تقصف مواقع إيرانية في سوريا.
- 29 أكتوبر: تحطَم طائرة رُكاب إندونيسيةعلى متنها 189 شخصًا قُبالة بحر جاوة بعد إقلاعها من مطار سوكارنو هاتا الدولي في رحلةٍ إلى بانغكال بينانغ.

## 2019
- 14 يناير: تحطم طائرة تابعة لشركة Saha Airlines Boeing 707 بعد تجاوزها المدرج في قاعدة الفتح الجوية في إيران، عندما حاول الطاقم الهبوط في المطار الخطأ. فقد 15 من 16 شخصاً كانوا على متنها حياتهم.

- 23 فبراير: تحطم طائرة أطلس الجوية 3591، وهي من طراز بوينج 767 في طريقها من ميامي، فلوريدا، إلى هيوستن، تكساس، الولايات المتحدة، إلى خليج ترينيتي أثناء توجهها إلى مطار جورج بوش الدولي في هيوستن، مما أسفر عن مقتل أفراد الطاقم والركاب الفردي على متنها.

- 23 فبراير: تحطم طائرة أطلس الجوية 3591، وهي من طراز بوينج 767 في طريقها من ميامي، فلوريدا، إلى هيوستن، تكساس، الولايات المتحدة، إلى خليج ترينيتي أثناء توجهها إلى مطار جورج بوش الدولي في هيوستن، مما أسفر عن مقتل أفراد الطاقم والركاب الفردي على متنها.
- 24 فبراير: رحلة بيمان بنغلادش الجوية رقم 147، وهي من طراز بوينج 737-800، متجهة من بنغلاديش إلى دبي، تعرضت لمحاولة اختطاف طائرة وهبطت اضطراريا في مطار شاه أمانات الدولي في شيتاغونغ؛ يتم إجلاء جميع الركاب بأمان وقتل الجاني برصاص القوات الخاصة البنغلاديشية.
- 10 مارس 2019. حادث طائرة تابعة للخطوط الجوية الإثيوبية ، الطائرة من طراز بوينغ 737 ماكس 8 ، كنت رحلة من مطار أديس أبابا بولي الدولي إلى مطار جومو كينياتا في نيروبي، كينيا، بعد الاقلاع بدقائق قليلة؛ أبلغَ الطيار عن مشكلة وطلب العودة الي اديس أبابا ، وذلك قبلَ أن تتحطّمَ بالقرب من بلدة بيشوفتو على بعد 62 كم من مطار بولي الدولي. أظهرت صور من موقع الحادث حفرة كبيرة بعمق 9 متر تقريباً. مع قطع صغيرة متناترة من الحطام ما أكّد على أنّ شدّة الاصطدام بالأرض كانت قويّة جدًا. جميع الركاب على متن الطائرة لقوا حتفهم في الحادث.

## 2020
- 8 يناير: تحطمت طائرة رحلة الخطوط الجوية الدولية الأوكرانية 752، وهي من طراز بوينغ 737-800 متجهة إلى كييف، أوكرانيا، بعد وقت قصير من إقلاعها من مطار الإمام الخميني الدولي في طهران، إيران، بعد أن ضربها صاروخ أرض-جو أطلقه الجيش الإيراني؛ قتل جميع ركاب الرحلة وعددهم 176 شخصا.
- 27 يناير: حادثة تحطم طائرة E-11A لسلاح الجو الأمريكي 2020، حيث تحطمت طائرة تابعة للقوات الجوية الأمريكية من نوع بومباردييه جلوبال إكسبريس E-11A في منطقة ديه ياك في أفغانستان، مقاطعة غزنة، التي تسيطر حركة طالبان جزئياً عليها.
- 7 أغسطس: تحطمت طائرة طيران الهند إكسبريس الرحلة 1344 في مطار كاليكوت في ولاية كيرالا، الهند، حيث انزلقت طائرة بوينغ 737-800 من نهاية المدرج إلى ممر ضيق[6]، وانشطرت إلى قسمين.[7]

## 2021
- 9 يناير - تحطمت طائرة تابعة لطيران سريويجايا الرحلة 182 في بحر جاوة بعد دقائق من إقلاعها من مطار سوباديو الدولي في بونتياناك، كان عدد الركاب الرحلة المنكوبة هو 50 راكبًا، وعدد الطاقم هو 12 طاقمًا (بما في ذلك 6 قتلى).
- 20 فبراير:
  - وقع حادث على طائرة من طراز بوينغ 747-400 من شركة طيران لونق تايل الرحلة 5504، قد أقعلت الطائرة من مطار ماستريخت آخن في هولندا ومن المقرر أن تصل إلى مطار جون إف كينيدي الدولي في نيويورك، الولايات المتحدة، ولكن الطائرة ولكن حدث هنالك خلل في المحرك بعد وقت قصير من المغادرة المطار، مما تسبب في سقوط الحطام على الأرض بالقرب من المدينة الهولندية ميرسن. وأصيب شخصان على الأرض بجروح طفيفة ولحقت أضرار بالمباني والسيارات.
  - وقع حادث على طائرة من ظراز بوينغ 777 من الخطوط الجوية المتحدة الرحلة 328 (المعروفة بأسم United Airlines). أقلعت الطائرة من مطار دنفر الدولي في ولاية كولورادو الأمريكية متجهة إلى مطار هونولولو الدولي في ولاية هاواي الأمريكية، ولكن بعد إقلاعها بأربع دقائق جاء عطل في المحرك، نتج عن الأجزاء التي خرجت من غطاء محرك طائرة بوينج 777. كان على متن هذه الطائرة المنكوبة 241 راكبًا، منهم 10 من طاقم الطائرة، وجميع من كان على متن الطائرة نجا من الحادث.

## 2023
- 15 يناير: تحطمت رحلة خطوط يتي الجوية 691، وهي طائرة ATR 72-500 تشغل رحلة داخلية من مطار تريبهوفان الدولي إلى مطار بوخارا الدولي، بالقرب من بوخارا، نيبال. لقى 72 شخصا كانوا على متن الطائرة مصرعهم في الحادث. 24 فبراير: رحلة بيمان بنغلادش الجوية رقم 147، وهي من طراز بوينج 737-800، متجهة من بنغلاديش إلى دبي، تعرضت لمحاولة اختطاف طائرة وهبطت اضطراريا في مطار شاه أمانات الدولي في شيتاغونغ؛ يتم إجلاء جميع الركاب بأمان وقتل الجاني برصاص القوات الخاصة البنغلاديشية.